# Here It Comes Again
A Here It Comes Again Melanie C brit énekesnő első kislemeze második, Reason című szólóalbumáról. 2003. február 24-én jelent meg, és Melanie a rádióban, tévében és magazinokban is népszerűsítette. Megjelenésekor a 4. helyre került a slágerlistán, de a hét végére a 7. helyre csúszott. Az első héten 19 000 példányban kelt el, mire lekerült a slágerlistáról, 40 000-et adtak el belőle, a vártnál jóval kevesebbet. A dal 2003 legtöbb példányszámban elkelt kislemezei listáján a 191. lett; ez Melanie egyetlen helyezése ezen a listán.

## Dallista
CD kislemez (Kanada)
1. Here It Comes Again (Radio Edit) – 4:07
2. Love to You – 4:36

CD kislemez (Európa)
1. Here It Comes Again (Radio Edit) – 4:07
2. Love to You – 4:36
3. Like That – 3:09

DVD kislemez
1. Here It Comes Again (videóklip) – 4:07
2. Love to You – 4:36
3. Living Without You – 4:06
4. Behind the Scenes at "Here It Comes Again" Video shoot – 2:00

## Helyezések
| Slágerlista            | Legmagasabb helyezés |
| ---------------------- | -------------------- |
| Ausztrál kislemezlista | 49                   |
| Brit kislemezlista     | 7                    |
| Holland kislemezlista  | 36                   |
| Kanadai kislemezlista  | 33                   |
| Olasz kislemezlista    | 10                   |
| Orosz kislemezlista    | 1                    |
| Osztrák kislemezlista  | 49                   |
| Spanyol kislemezlista  | 16                   |
| Svájci kislemezlista   | 61                   |
| Svéd kislemezlista     | 36                   |